# Großherzoglich-Florentinische Krone

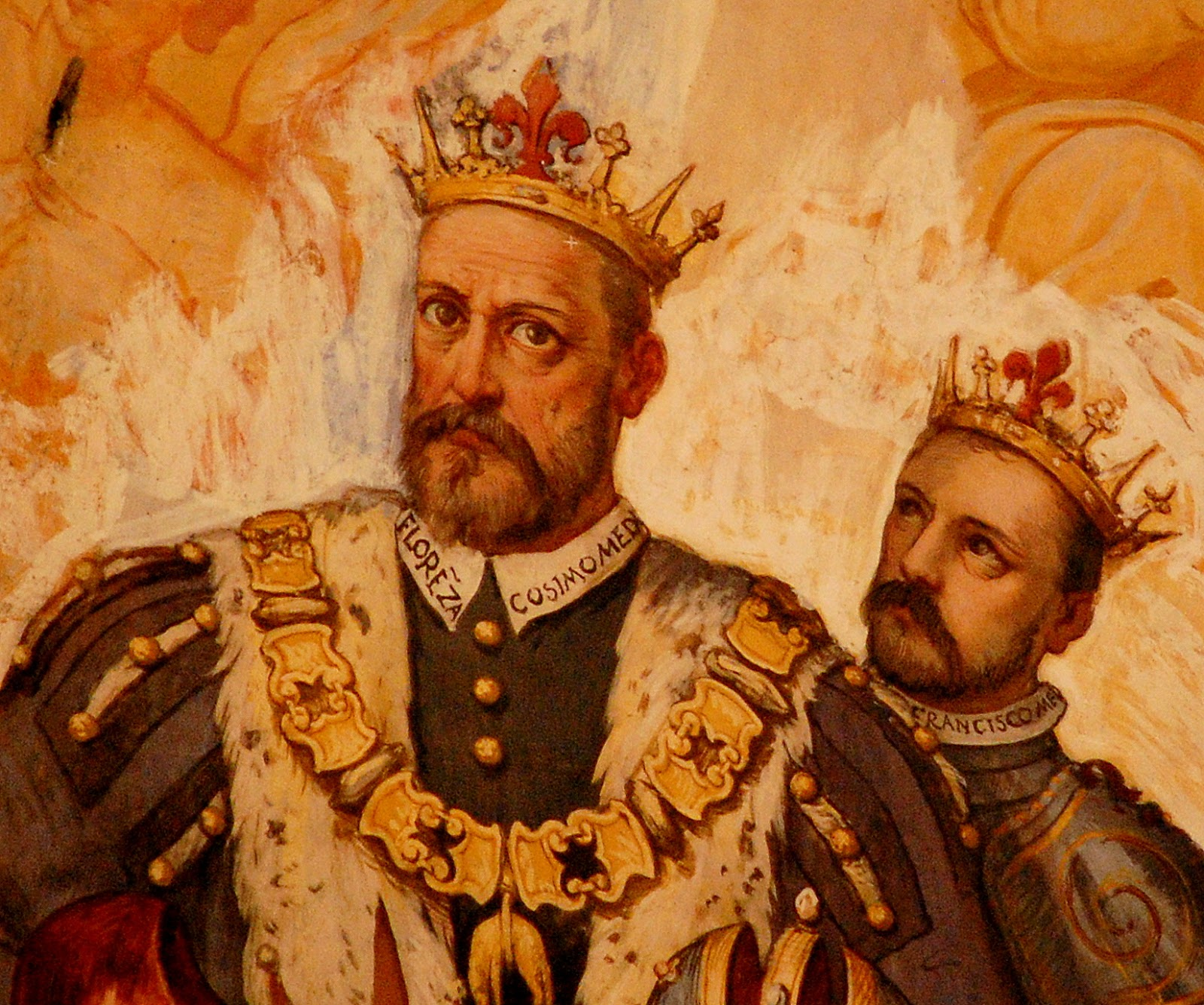
Cosimo I. und sein Sohn Franz I. mit der Großherzoglich-Florentinischen Krone

Die von den Medici getragene Großherzoglich-Florentinische Krone (lat. Corona magni ducis Herruriae) war keine klassische Großherzogskrone.
Die Krone des Großherzogtums Toskana besteht aus einem Reif, der am oberen und unteren Rand perlenbesetzt geschmückt ist. Vorn und hinten steht auf dem Reif je eine große Lilie. Dazwischen sind lange hochgezogene nach außen leicht gebogene Zinken, die im Wechsel kleine Lilien und Kleeblätter schmücken.